# Carl Ludwig Schleich

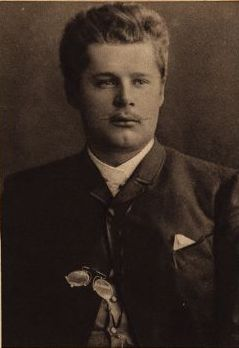
Carl Ludwig Schleich.

Carl Ludwig Schleich, född 19 juli 1859 i Stettin, död 7 mars 1922 i Bad Saarow, var en tysk kirurg och estetiker.
Schleich, vars far var en berömd läkare och entomolog, studerade i Zürich, Greifswald och Berlin, där han promoverades 1886. Han blev därefter assistent vid den kirurgiska universitetskliniken i Greifswald, men flyttade kort därefter till Berlin, där han inrättade en kirurgisk privatklinik (1889). Senare blev han överläkare vid Teltowsjukhuset i Gross-Lichterfelde vid Berlin. 
Schleich uppfann den så kallade infiltrationsanestesin, en form av lokalbedövning, som uppnås genom att i huden injicera Schleichs lösning, en blandning av morfin, kokain och koksaltslösning. Metoden framlades på kirurgkongressen i Berlin 1892 och möttes med stark ovilja och direkt personligt hån. 
Schleich, som hade genomtestat sin metod på sig själv och andra, trodde nämligen i så hög grad på metoden, att han i sitt föredrag bannlyste den universella narkosen av "ideella, moraliska och straffrättsliga skäl". Först senare förstod man, vilket enormt framsteg metoden var. 
Schleich var en genial, men impulsiv och stridbar natur, vilket bland andra Ernst Schweninger, Otto von Bismarcks livläkare, fick erfara; han kom även i strid med militärläkarna under första världskriget, då han hävdade, att härens många generalläkare var mer generaler än läkare. 
Schleich blev alltmer isolerad, men fann tröst i estetiken; han målade, komponerade och diktade med betydande talang, och skrev filosofisk-medicinska verk, som skattades högt, men inför de sistnämnda stod läkarkåren sedvanligt avvisande. Däremot aktades han högt i den krets av musiker och diktare som omgav honom. Han var nära vän med August Strindberg och Richard Dehmel. 
Från sin studietid hos Rudolf Virchow hade Schleich bevarat ett stort intresse for nervfysiologin. Han framställde en teori om nervkittets (neuroglias) betydelse som hämningssystem, och under senare år arbetade han mycket med hysteriska tillstånd, för vilka han införde en rationell arbetsterapi. 
Hans viktigaste medicinska skrifter är Schmerzlose Operationen (1894), Über Immunität (1896) och Neue Methoden der Wundheilung (1899). Av hans filosofisk-skönlitterära skrifter kan nämnas Vom Schaltwerk der Gedanken och självbiografin Besonnte Vergangenheit (1922), som båda blev folkböcker i egentlig bemärkelse, liksom Weisheit der Freude, en aforismsamling.

## Svenska översättningar
- Hågkomster om Strindberg (översättning av Gust. Lindelöf, Björck & Börjesson, 1917)
- Jaget och demonierna (till svenska av G. Nordstrand, Natur och kultur, 1925)
- Det var dock härligt att leva: en läkares minnen 1859-1919 (Besonnte Vergangenheit) (översättning Teresia Eurén, Lindblad, 1937)